# Nawinka (rejon miński)
Nawinka (biał. Навінка, ros. Новинка) – osiedle na Białorusi, w obwodzie mińskim, w rejonie mińskim, w sielsowiecie Łoszany.
Dawniej pod nazwą Folwark Browki.